# Alexandrella (protista)
Alexandrella es un género de foraminífero bentónico considerado como nomen nudum, homónimo posterior de Alexandrella Chevreux, 1911, y un sinónimo posterior de Maylisoria de la familia Maylisoriidae, del suborden Allogromiina y del orden Allogromiida. Su rango cronoestratigráfico abarca el Caradociense (Ordovícico superior).

## Clasificación
En Alexandrella no se ha considerado ninguna especie.